# Üzbegisztán a 2018. évi téli olimpiai játékokon
Üzbegisztán a dél-koreai Phjongcshangban megrendezett 2018. évi téli olimpiai játékok egyik részt vevő nemzete volt. Az országot az olimpián 2 sportágban 2 sportoló képviselte, akik érmet nem szereztek.

## Alpesisí
Férfi
| Versenyző         | Versenyszám      | 1. futam      | 1. futam      | 2. futam | 2. futam | Összesítés | Összesítés |
| Versenyző         | Versenyszám      | Idő           | Hely.         | Idő      | Hely.    | Idő        | Helyezés   |
| ----------------- | ---------------- | ------------- | ------------- | -------- | -------- | ---------- | ---------- |
| Komiljon Tukhtaev | Óriás-műlesiklás | 1:17,72       | 60.           | 1:18,27  | 58.      | 2:35,99    | 52.        |
| Komiljon Tukhtaev | Műlesiklás       | nem ért célba | nem ért célba | kiesett  | kiesett  | kiesett    | kiesett    |

## Műkorcsolya
| Versenyző | Versenyszám  | Rövid program | Rövid program | Kűr    | Kűr   | Összesítés | Összesítés |
| Versenyző | Versenyszám  | Pont          | Hely.         | Pont   | Hely. | Pont       | Helyezés   |
| --------- | ------------ | ------------- | ------------- | ------ | ----- | ---------- | ---------- |
| Misha Ge  | Férfi egyéni | 83,90         | 14.           | 161,04 | 17.   | 244,94     | 17.        |